# Juan Manuel Valencia
Juan Manuel Valencia Aponzá (Suárez, Cauca, Colombia; 20 de junio de 1998) es un futbolista colombiano que juega de centrocampista y actualmente es jugador de Deportivo Pasto de Liga betplay.

## Trayectoria

### Cortuluá
Debutó de manera profesional con el Cortuluá el 16 de marzo de 2016 en la derrota como local frente al América de Cali por la Copa Colombia 2016. El 16 de abril debutó en la Categoría Primera A con la victoria de visitante sobre Fortaleza.
Comenzó su carrera jugando la Copa Libertadores Sub-20 de 2016 donde disputó dos partidos y se quedó con el tercer lugar.

### Bologna
El 31 de enero de 2017 se confirmó su vinculación al Bologna de la Serie A de Italia cedido desde Juventus quien compró sus derechos por 1,4 millones de dólares.

### Deportivo Cali
Después de tener un breve paso por el Club Deportes Tolima durante el 2021 y 2022 , 2023 , El 19 de diciembre del 2023 el Deportivo Cali oficializa su contratación para lo que será las competencias del 2024.

## Clubes
| Club                          | País     | Temporadas    |
| ----------------------------- | -------- | ------------- |
| Cortuluá                      | Colombia | 2016          |
| Bologna                       | Italia   | 2017 - 2021   |
| Cesena (cedido)               | Italia   | 2019          |
| Reggiana (cedido)             | Italia   | 2020          |
| Baltika Kaliningrado (cedido) | Rusia    | 2020 - 2021   |
| Cortuluá                      | Colombia | 2022          |
| Deportes Tolima               | Colombia | 2023          |
| Deportivo Cali                | Colombia | 2024          |
| São Bernardo Futebol Clube    | Brasil   | 2025          |
| Deportivo Pasto               | Colombia | 2025-presente |

## Estadísticas
| Club                | Temporada           | Liga  | Liga  | Copa nacional | Copa nacional | Copa internacional | Copa internacional | Total | Total |
| Club                | Temporada           | Part. | Goles | Part.         | Goles         | Part.              | Goles              | Part. | Goles |
| ------------------- | ------------------- | ----- | ----- | ------------- | ------------- | ------------------ | ------------------ | ----- | ----- |
| Cortuluá · Colombia | 2016                | 7     | 0     | 2             | 0             | -                  | -                  | 9     | 0     |
| Cortuluá · Colombia | Total               | 7     | 0     | 2             | 0             | 0                  | 0                  | 9     | 0     |
| Bologna · Italia    | 2016-17             | 0     | 0     | 0             | 0             | -                  | -                  | 0     | 0     |
| Bologna · Italia    | 2017-18             | 0     | 0     | 0             | 0             | -                  | -                  | 0     | 0     |
| Bologna · Italia    | 2018-19             | 1     | 0     | 0             | 0             | -                  | -                  | 1     | 0     |
| Bologna · Italia    | Total               | 1     | 0     | 0             | 0             | 0                  | 0                  | 1     | 0     |
| Total en su carrera | Total en su carrera | 8     | 0     | 2             | 0             | 0                  | 0                  | 10    | 0     |